# Florentino Ballesteros
Florentino Ballesteros Solsona, né le 11 janvier 1893 à Saragosse (Espagne) et mort à Madrid (Espagne) le 24 avril 1917, était un matador espagnol.

## Présentation
Abandonné le  11 janvier 1893 à l'hospice provincial de Saragosse, il est élevé jusqu'à l'âge de cinq ans à l'orphelinat de Loscos, puis à Calatayud. De retour à Saragosse à l'âge de dix ans, il manifeste un goût prononcé pour les études et le sport. C'est en assistant à une corrida le 24 septembre 1905 qu'il est très impressionné par Joaquín Navarro « Quinito » et Antonio Montes. 
Le 25 avril 1909, devant des novillos, il  se jette dans le ruedo en « espontáneo », c'est-à-dire illégalement et sans faire partie d'une cuadrilla. Il recommence le 7 avril 1912 devant des novillos Miura. La garde civile s'étant saisi de sa muleta, il continue à toréer avec son béret. Arrêté par la police il sort de l'arène sous les acclamations de la foule.

## Carrière
Le 6 juillet 1914, il participe à sa première novillade devant des animaux de la ganadería de don Mariano Catalina. Le 15 août suivant, il se présente à Madrid pour une novillade avec un cartel composé de « Herrerín », « Saleri II » et de « Petreño » . Il est gravement blessé, mais poursuit sa carrière de novillero jalonnée de nombreuses blesses
Ses succès en 1914 et 1915 le conduisent à prendre l’alternative à Madrid le 11 avril 1916 avec comme parrain « Joselito » et comme témoin Francisco Posada, face à des taureaux de la ganadería de Santa Coloma.
Il était considéré par ses contemporains comme un matador fin et plein de personnalité, et avait été élevé au rang d’idole par ses compatriotes aragonais.
Le 22 avril 1917, dans les arènes de Madrid, il figure au cartel en compagnie de Bienvenida « le pape noir », Joselito il est gravement blessé par le taureau « Cocinero » de la ganadería de Benjumea. Il meurt à Madrid deux jours plus tard.